# Revue Historique

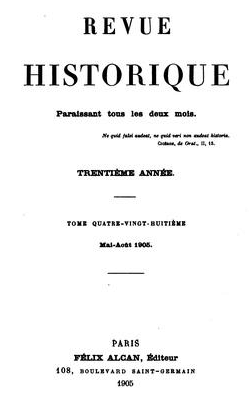
Primeiro número da Revue Historique

 A Revue Historique é uma revista científica fundada por Gabriel Monod e Gustave Charles Faganiez em 1876 na França, e é considerada o marco fundacional da escola metódica.  A Revue Historique dedicava-se a história da Europa, abarcando preferencialmente o período entre a morte de Teodósio, último imperador romano a reinar em um império unificado, e a queda de Napoleão I. Os textos publicados na revista eram referentes a artigos de erudição e resumos de leituras, sendo a maioria de seus integrantes, professores . A revista visava a publicação de trabalhos originais nas mais variadas áreas da História, dedicando-se a História da Antiguidade e da Idade Média, além de possibilitar a propagação dos estudos históricos dentro e fora da França, em um intercâmbio de conhecimento,.  
Seu surgimento se deu em oposição à Revue des questions historiques, que publicava artigos a respeito da monarquia e da Igreja. Os integrantes da Revue Historique diziam não defender nenhuma religião, doutrina ou partido, entretanto, a maioria deles era protestante, e em totalidade, apoiadores da República. A neutralidade e imparcialidade eram aspiradas dentro da revista. O trabalho na revista era colaborativo e coletivo entre diversos pesquisadores de áreas diferentes. Monod afirmou que a revista era uma compilação de produções da ciência positiva, e que visava a livre discussão, tendo como embasamento fatos e não sendo permitido teorias políticas ou filosóficas.